# HMS Seahorse (1748)
Pour les autres navires du même nom, voir HMS Seahorse.
Le HMS Seahorse, était une frégate de sixième rang possédant 24 canons. Appartenant à la Royal Navy, il fut utilisé du 13 septembre 1748 au 30 décembre 1784.